# Nicòpolis (tema)
El tema de Nicòpolis (en grec medieval θέμα Νικοπόλεως, thema Nikopoleōs) va ser un tema o província civil i militar de l'Imperi Romà d'Orient situada al nord-oest de Grècia. Comprenia Etòlia i Acarnània i el sud de l'Epir. Es va constituir a la segona meitat del segle ix, probablement després del 886 i va existir fins a la dissolució de l'Imperi per la Quarta Croada el 1204.

## Història
Com la majoria de la zona dels Balcans, la regió de l'Epir va ser envaïda i colonitzada per les tribus eslaves durant el segle vii. Se'n sap ben poc de la regió durant els segles VII i IX, però, a la vista de la gran quantitat de topònims eslaus, segurament van ocupar àmpliament la regió. L'Imperi Romà d'Orient va mantenen el control de les illes Jòniques que es van organitzar en el tema de Cefalònia, i va servir de base per reafirmar el control imperial. De fet, la regió es va tornar a hel·lenitzar de forma relativament ràpida.
L'origen del tema és incert. Va ser fundada a la segona meitat del segle ix, probablement després del 886 durant el regnat de l'emperador Lleó VI el Filòsof (886-912). Fonts sigil·logràfiques demostren que el tema existia anteriorment com a districte dirigit per un turmarca dins del tema del Peloponès, encara que Warren Treadgold suggereix que formava part del tema de Cefalònia. Malgrat el seu nom, la capital del tema no era a Nicòpolis, sinó a Naupacte. El tema era una base fonamental per a les operacions a la mar Adriàtica i al sud d'Itàlia. Hi vivia una població de mariners mardaïtes. Durant els segles ix i X, el tema tenia un exèrcit de 1.000 soldats d'infanteria de marina.
Al voltant de l'any 930, els búlgars van atacar i després van ocupar temporalment el tema. Samuel de Bulgària va dirigir un nou atac cap al 980 i va conquerir la major part de la regió fins al golf d'Ambràcia. Basili II Bulgaròcton va reconquerir la regió després d'una sèrie de guerres difícils, però els bisbats locals van quedar sotmesos a l'Arquebisbat d'Ocrida, la seu de l'antic patriarcat búlgar, després de la submissió definitiva de Bulgària el 1018. També va fundar alguns temes petits, que incloïen una petita fortalesa i els territoris del costat. L'any 1040, després de l'assassinat d'un recaptador d'impostos opressiu i corrupte, la majoria del tema es va unir a la revolta de Pere Deljan. Segons Joan Escilitzes, els habitants de la regió estaven disposats a revoltar-se per motius fiscals.
La regió va sofrir de ple les guerres romano-normandes de finals del segle xi. Arta va ser assetjada sense èxit i Ioannina va ser conquerida per Robert Guiscard. Nicòpolis va sobreviure com a tema fins a la Quarta Croada, el 1204. Un crisòbul del 1198 parla d'aquest tema juntament amb els temes de Dirràquion i Ioannina, i diu que més endavant serà subdividit en districtes fiscals (episkepseis). A partir d'aquesta data, Arta sembla la capital de la província.
Al document titulat Partitio terrarum imperii Romaniae, signat després de la presa de Constantinoble pels croats l'any 1204, Nicòpolis i una gran part de l'Epir es van atorgar a Venècia, però els venecians no van aconseguir establir-ne el control, a excepció de la ciutat de Durrës. El noble grec Miquel I Comnè Ducas que s'havia casat amb la filla del governador de Nicòpolis va aprofitar la situació i en pocs anys, va consolidar la seva autoritat, primer com a vassall de Venècia i finalment com a governant independent. Al morir, l'any 1214/1215, Miquel va deixar un poderós principat, el despotat de l'Epir, a partir del nucli del tema de Nicòpolis.